# Bahrain i olympiska sommarspelen 2000
Bahrain deltog i de olympiska sommarspelen 2000 med en trupp bestående av fyra deltagare, två män och två kvinnor, men ingen av landets deltagare erövrade någon medalj.

## Friidrott
Herrarnas 800 meter
- Mohamed Saleh Naji Haidara
  1. Omgång 1 — 01:56,64 (gick inte vidare)

Damernas 100 meter
- Mariam Mohamed Hadi Al Hilli
  1. Omgång 1 — 13,98 (gick inte vidare)